# Núi Ba Thê

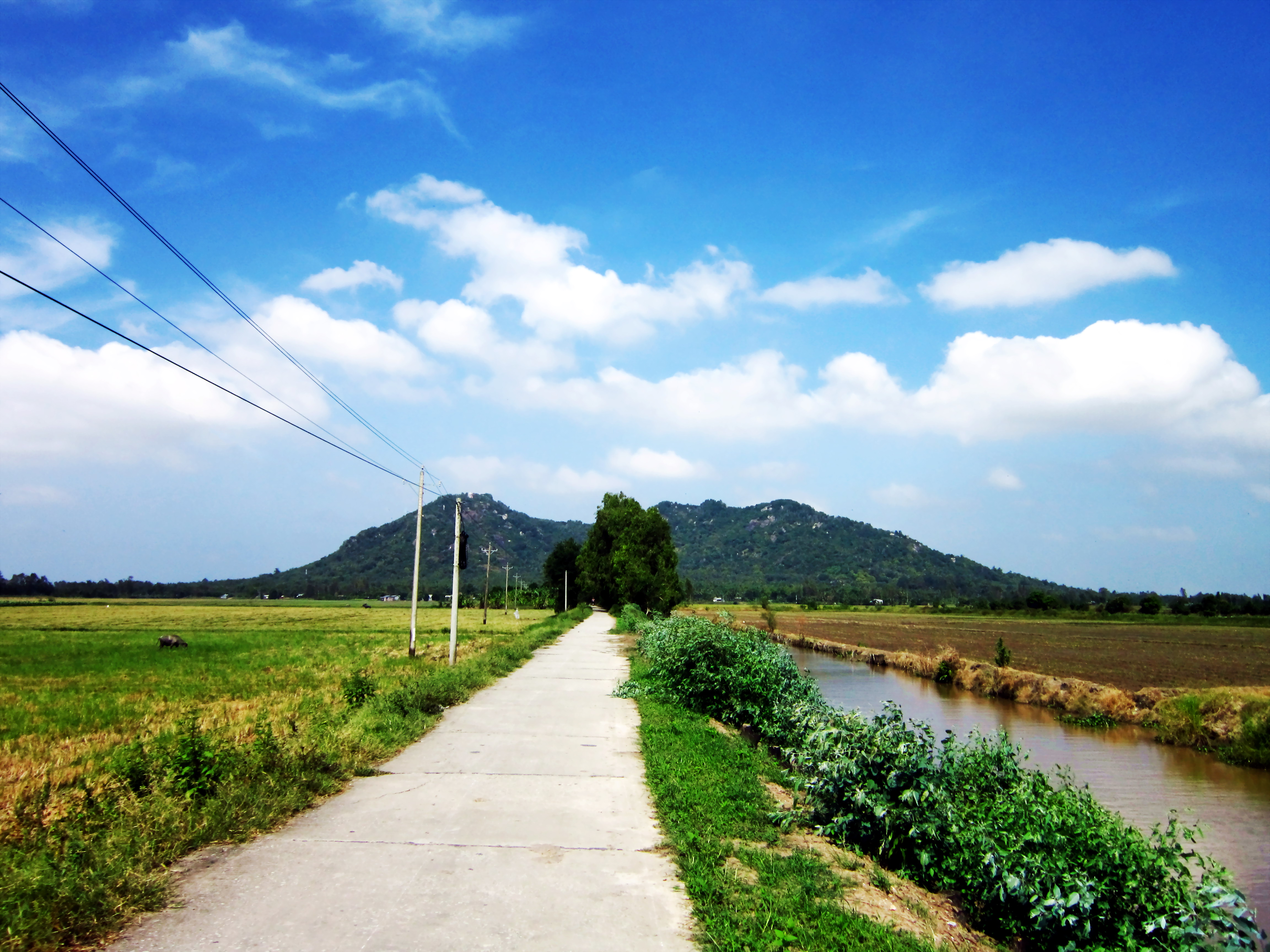
Trên đường Gò Cây Thị nhìn về núi Ba Thê

Núi Ba Thê còn được gọi là núi Thê Sơn, là một ngọn núi trong Cụm núi Ba Thê gồm 5 núi là: Ba Thê, núi Nhỏ, núi Tượng, núi Trọi và núi Chóc. Núi Ba Thê lớn nhất với độ cao 221 m, chu vi khoảng 4.220 m, nằm lẻ loi giữa cánh đồng Tứ giác Long Xuyên, thuộc thị trấn Óc Eo, huyện Thoại Sơn, tỉnh An Giang, cách trung tâm thành phố Long Xuyên khoảng 40 cây số theo tỉnh lộ 943.

## Tên gọi
Núi Ba Thê còn được gọi là núi Thê Sơn, tên chữ là Hoa Thê Sơn, đời vua Minh Mạng vì kỵ húy tên Hoàng hậu Hồ Thị Hoa nên đổi tên là Ba Thê Sơn (núi Ba Thê).

## Lịch sử

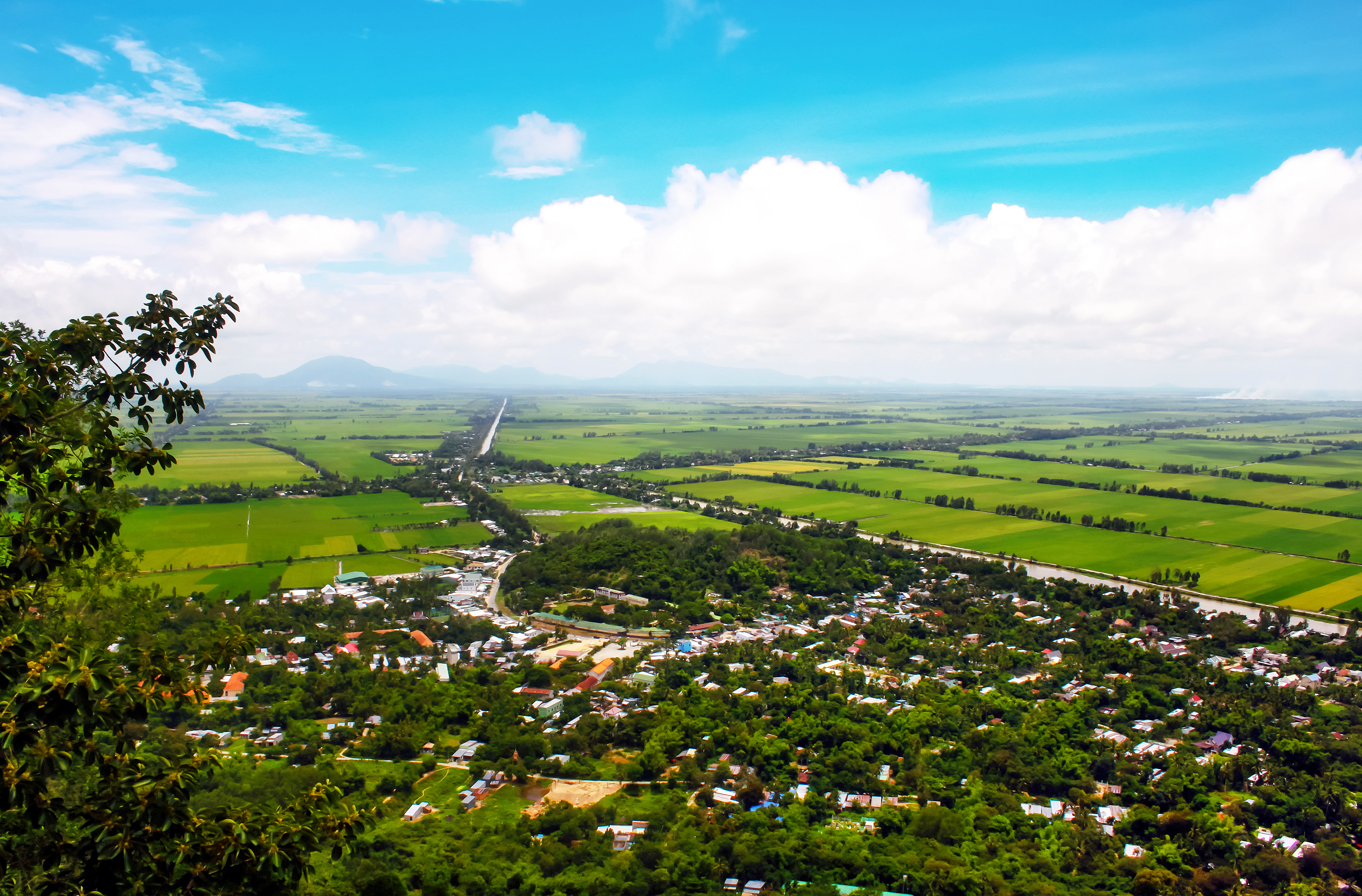
Từ trên chót Ông Tà nhìn thấy một phần thị trấn Óc Eo

Sách Gia Định thành thông chí của danh thần Trịnh Hoài Đức chép:
Ba Thê sơn, cao 30 trượng, chu vi 13 dặm, cách phía tây bến Thoại Hà 18 dặm rưỡi, ba ngọn vươn xanh trập trùng cổ thụ tươi mát, cấm dân không được chặt. Mặt trước giáp với bưng biền, cỏ rậm bùn lầy. Thoại Ngọc Hầu nhân đó đào cho thông ra, rộng 20 tầm để cho thuyền bè đi lại. Người Cao Miên ở theo triền núi và đường rừng, họ vừa sống bằng nghề săn bắn ở núi, lại còn câu cá ở ao chằm, thu được 2 mối lợi.
Học giả Vương Hồng Sển viết: 
Núi Ba Thê cao 30 trượng, châu vi 30 dặm, cách phía Tây bến Thoại Hà 18 dặm ngoài. Nơi đây có 3 ngọn núi trùng điệp xanh tươi, có nhiều cây cao bóng mát...Mặt trước ngó ra chằm lớn, cỏ rậm bùn lầy.
Thoại Ngọc Hầu nhân đó cho đào vét, rộng 20 tầm ghe thuyền lưu thông dễ dàng…
Vùng này trước đây còn con beo, còn voi tượng thì rút lần về rừng Cao Miên. Núi Sập và núi Ba Thê nay chỉ còn khỉ, còn chim rừng thằng bè, nhang sen, diệc mốc, le le, cu xanh, cu đất thì còn khá nhiều...
Về tên gọi,
Sơn Nam giải thích: Ba Thê do tiếng Khmer là "Bát Xăm-xe" nói trại ra.
Ông Sển giải thích: 
Thê là cái thang, vì ngày trước vào thời đàng cựu nơi đây có bắc thang cao để trông hành động của phe Thổ...

Theo một giả thuyết từ các nhà sư Nam Tông, Ba Thê có nguồn gốc tên Palo là "Bi Thera", Ba tiếng Pali là Bi có nghĩa là hai, Thera là thượng tọa. Để nhắc đến việc 2 nhà sư thánh tăng từ Ấn Độ sang Phù Nam truyền giáo.

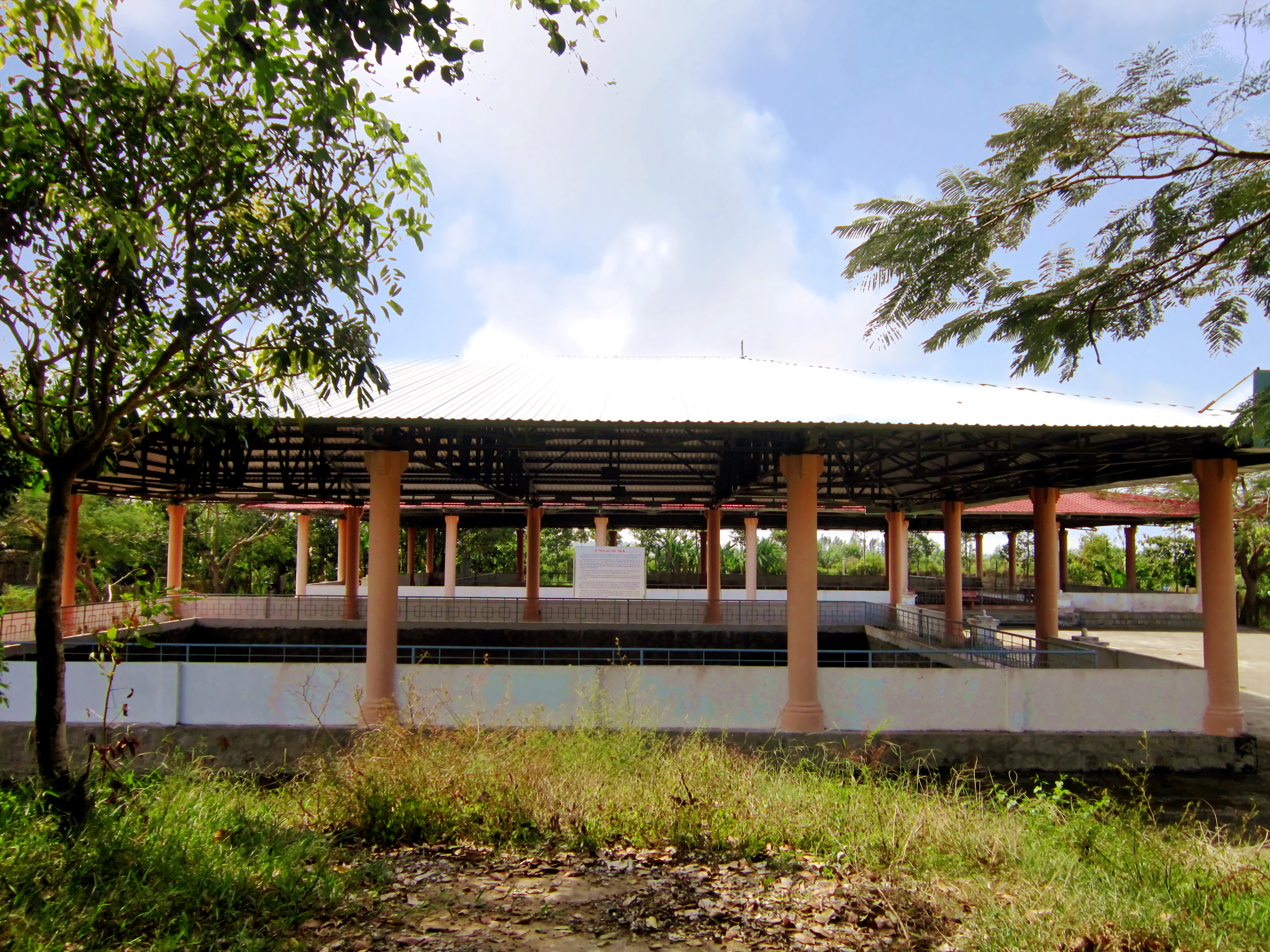
Khu trưng bày di tích khảo cổ Gò Cây Thị

## Di tích

### Di tích khảo cổ Óc Eo
Vào thập niên 1920, nhà khảo cổ người Pháp ở Viện Viễn Đông Bác cổ là Louis Malleret đã dùng không ảnh chụp miền Nam Việt Nam và phát hiện ra khu vực rất đáng để nghiên cứu rộng ước chừng 450 hécta. Nhưng mãi đến năm 1944, Malleret mới bắt đầu cho khai quật. Và từ đó cho đến nay, qua nhiều cuộc khai quật khác, người ta đã phát hiện được nhiều di vật, nhiều nền móng của các công trình xa xưa. Có cổ vật như khuôn chế tác vật dụng, nữ trang bằng gốm, đá, vàng, đồng. Có cổ vật mang đậm dấu ấn văn hóa Phật giáo và Hindu giáo như tượng Phật, linh vật, nhóm tượng Ganesa với mình người đầu voi, Yoni, Linga có niên đại cách đây trên dưới một thiên niên kỷ rưỡi và rất nhiều xương thú hóa thạch...
Tất cả, chứng minh cho sự tồn tại của một địa điểm thương mại lớn mà các thư tịch của Trung Hoa đã từng miêu tả về vương quốc Phù Nam...

### Di tích kiến trúc nghệ thuật Chùa Linh Sơn
Chùa Linh Sơn được xây dựng vào năm 1913 và được trùng tu mấy năm gần đây, cách chợ Vọng Thê 2 km về hướng Đông theo triền núi Ba Thê. Chùa Linh Sơn nằm trên nền một gò đất cao, bên những đại thụ râm mát, dưới chân núi Ba Thê, trong Khu di tích Nam Linh Sơn.
Chùa được xây dựng để tôn thờ pho tượng Phật bốn tay và hai bia đá cổ bất ngờ tìm được. Đây chỉ là phần rất nhỏ trong nhiều cổ vật chưa được phát hiện. Nói khác hơn, bên dưới gò núi này, còn ẩn chứa bao điều bí mật về một nền văn hóa của một vương triều đã biến mất: Phù Nam. Năm 1988, tượng Phật bốn tay được Bộ Văn hóa quyết định công nhận di tích kiến trúc nghệ thuật cấp quốc gia.

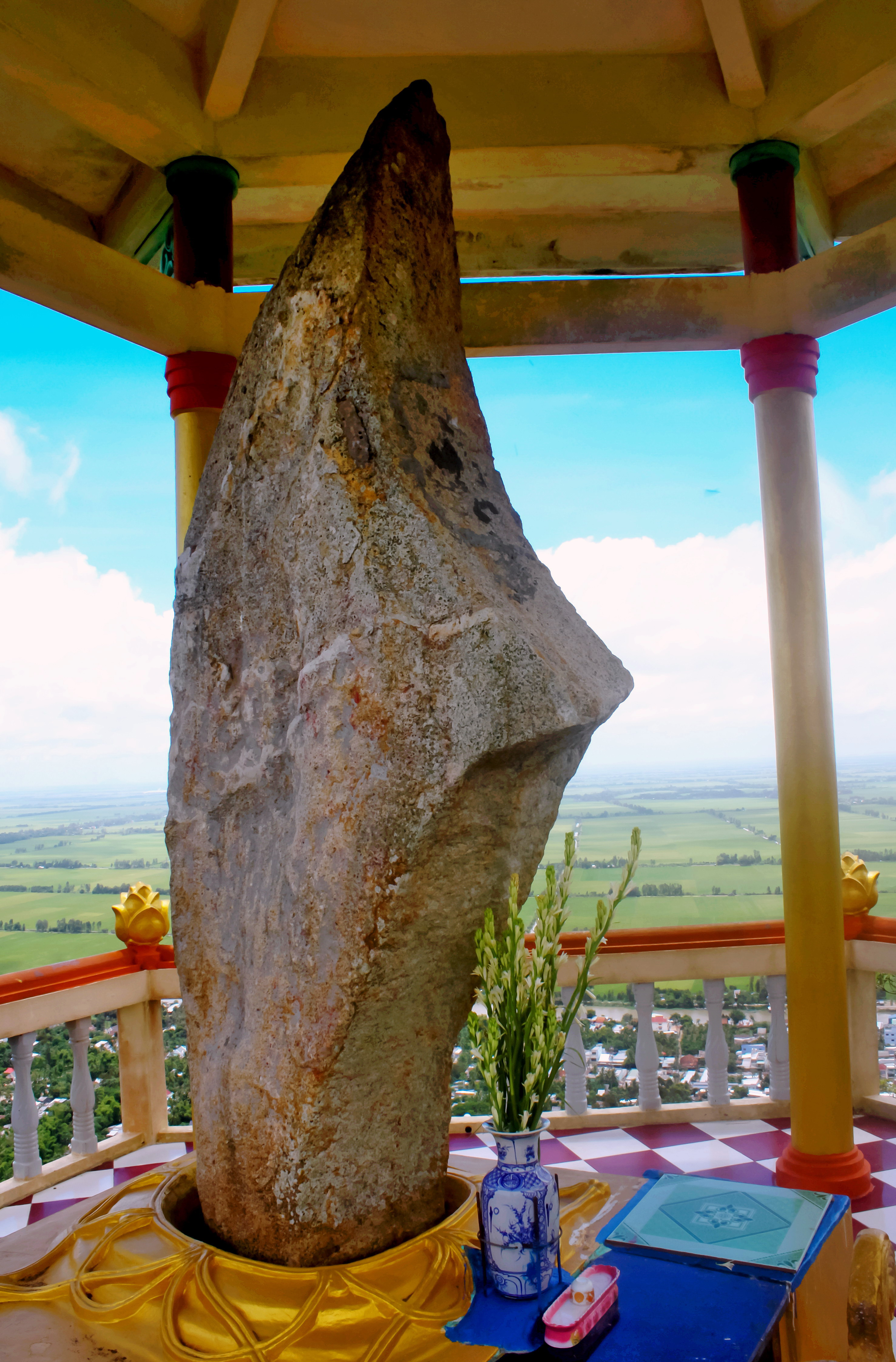
Thạch đại đao trên đỉnh núi Ba thê

## Du lịch
Năm 2002, đường lên núi Ba Thê được tu sửa để phục vụ cho việc du lịch. Đường dài chừng 2 km, tráng xi măng, bên đường (phía vực) có lan can bảo hiểm. Con đường này có từ thời Pháp thuộc, đến thời Việt Nam Cộng hòa được sửa sang lại để phục vụ cho mục đích quân sự.
Trên đỉnh núi có ngôi chùa cổ tên Sơn Tiên Tự được dựng vào năm 1933. Trước sân chùa có tượng Phật Quan Thế Âm bồ tát cao chừng 8 m. Ở sân chùa, có vết tích một Bàn chân Tiên.
Cách chùa Sơn Tiên chừng 10 m, là Nhà trưng bày Văn hóa Óc Eo, dành trưng bày những cổ vật, hiện vật có liên quan đến lịch sử văn hóa của Ba Thê - Óc Eo. Công trình này có phong cách kiến trúc rất giống những đền đài của các nước vùng Nam Á và dấu ấn của Hindu giáo thể hiện rất rõ qua kiến trúc mái vòm. Các mặt vách chung quanh công trình đều có tượng thần Ganesa mình người, mặt đầu voi, ngồi với tư thế nghiêm trang, nửa như trầm mặc thiền định, nửa như răn đe. Lan can bao bọc sân trang trí tượng nhỏ. Khu nhà trưng bày có chu vi hình vuông chừng 40 m, tam cấp cửa chính ở phía mặt trời mọc, là nơi ngự trị của các thần linh theo quan niệm Ấn Độ giáo.
Phía Bắc của núi là các danh thắng khác như: hang Ông Hổ, Linh Sơn Tự, Thạch Đại Đao (một phiến đá giống cây đao lớn)... Cao nhất của núi Ba Thê là chót Ông Tà. Đứng trên đỉnh, nhìn bốn phía là những dãy núi thuộc Bảy Núi nhấp nhô, trên những cánh đồng rộng lớn của vùng tứ giác Long Xuyên...
Ngoài ra, nơi chân núi Ba Thê có ngôi đình thờ Phan Thanh Giản làm chính thần, và một khu chợ mua bán suốt ngày khá nhộn nhịp.

### Tài nguyên
Bên cạnh các nguồn lợi từ du lịch, hành hương, cây trái... núi Ba Thê còn có nhiều nguồn lợi khác từ tài nguyên, như đá xây dựng thuộc nhóm sậm màu hạt thô, một số đá quý thuộc loại thạch anh ám khói, thạch anh tím được tìm thấy trong các mạch pecmatic...

## Một vài hình ảnh

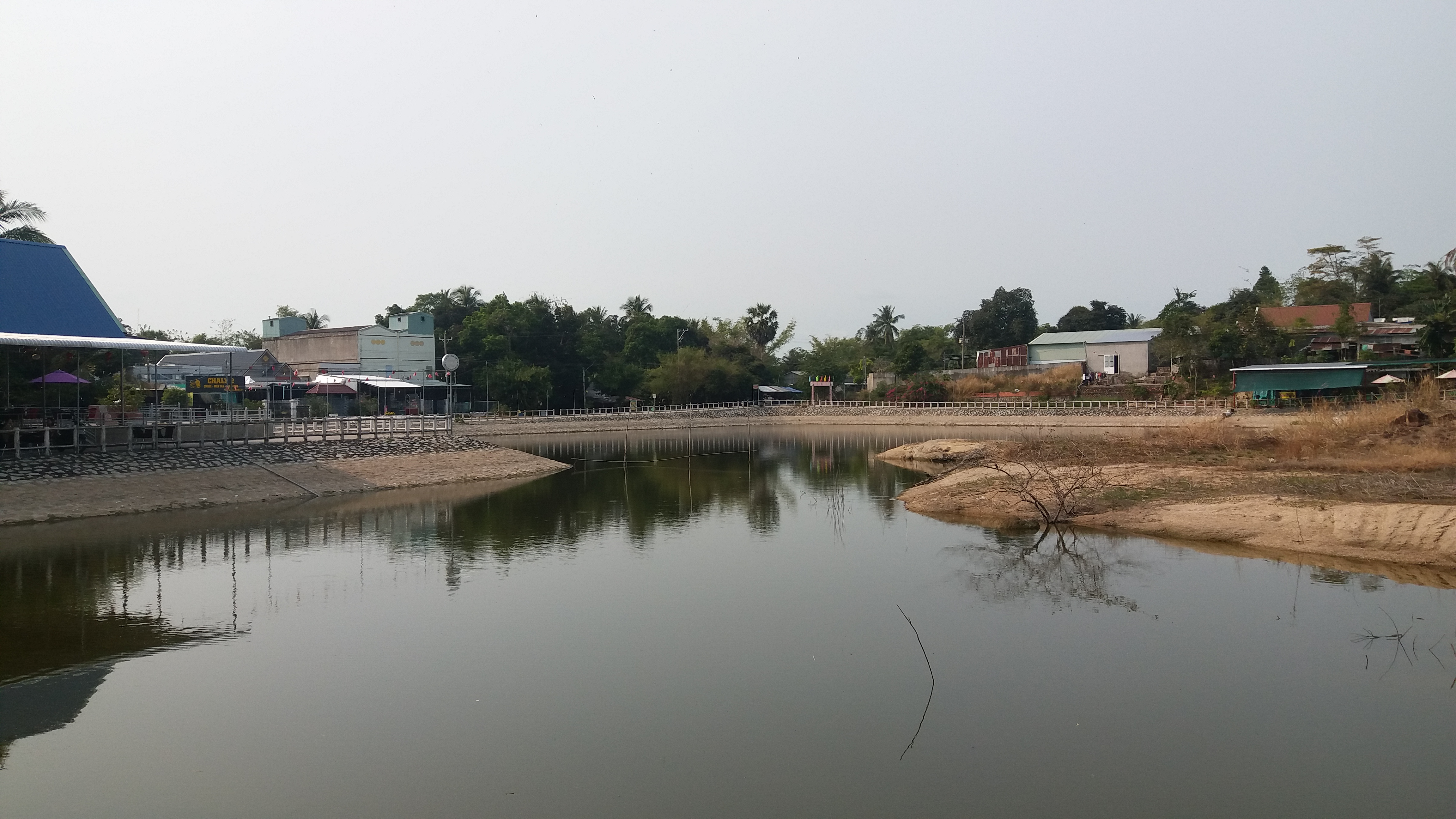
Hồ Óc Eo.
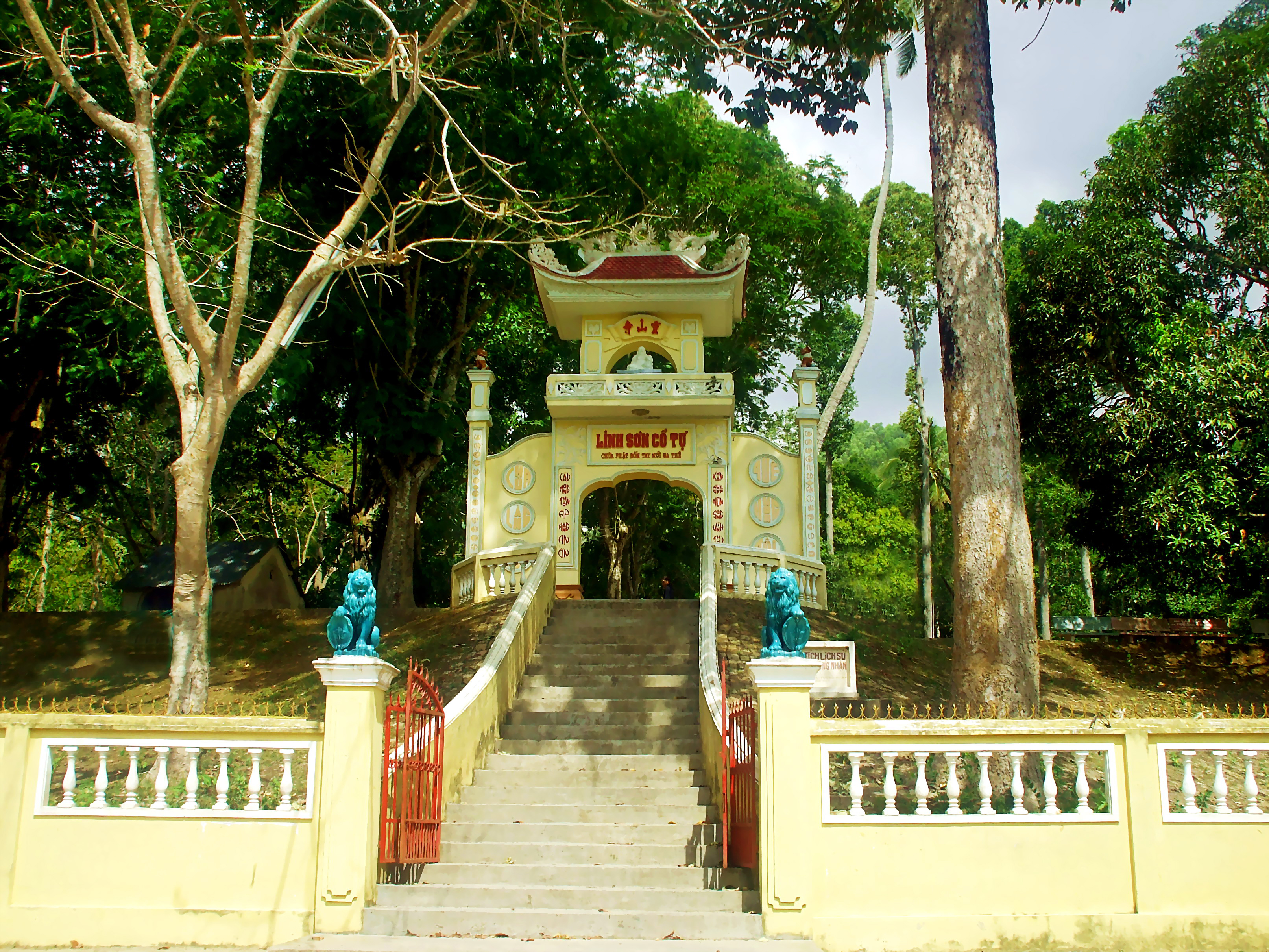
Chùa Linh Sơn ở Ba Thê.
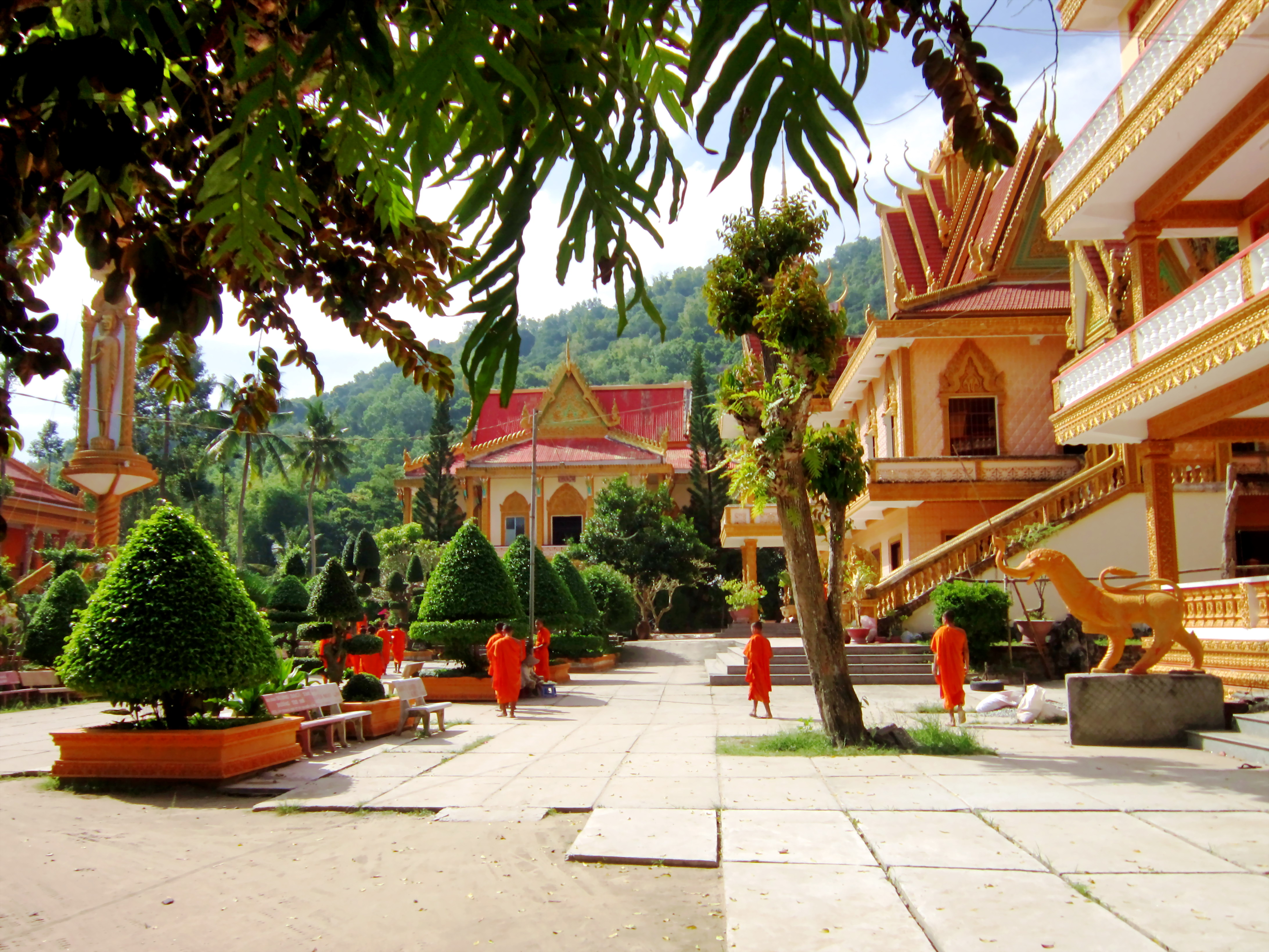
Một ngôi chùa Khmer trên triền núi Ba Thê.
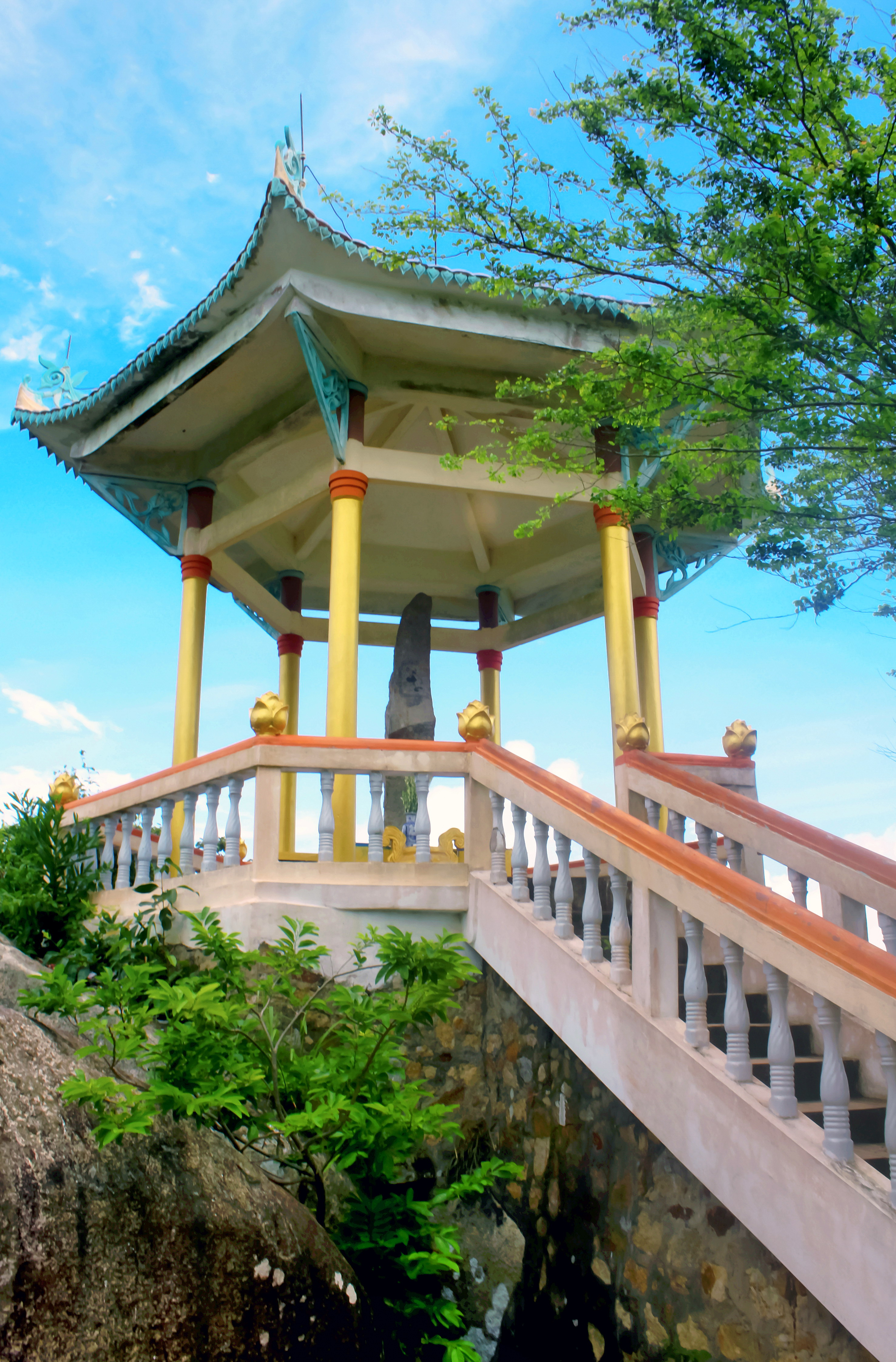
Tiểu đình chứa 'thạch đại đao' trên đỉnh núi.
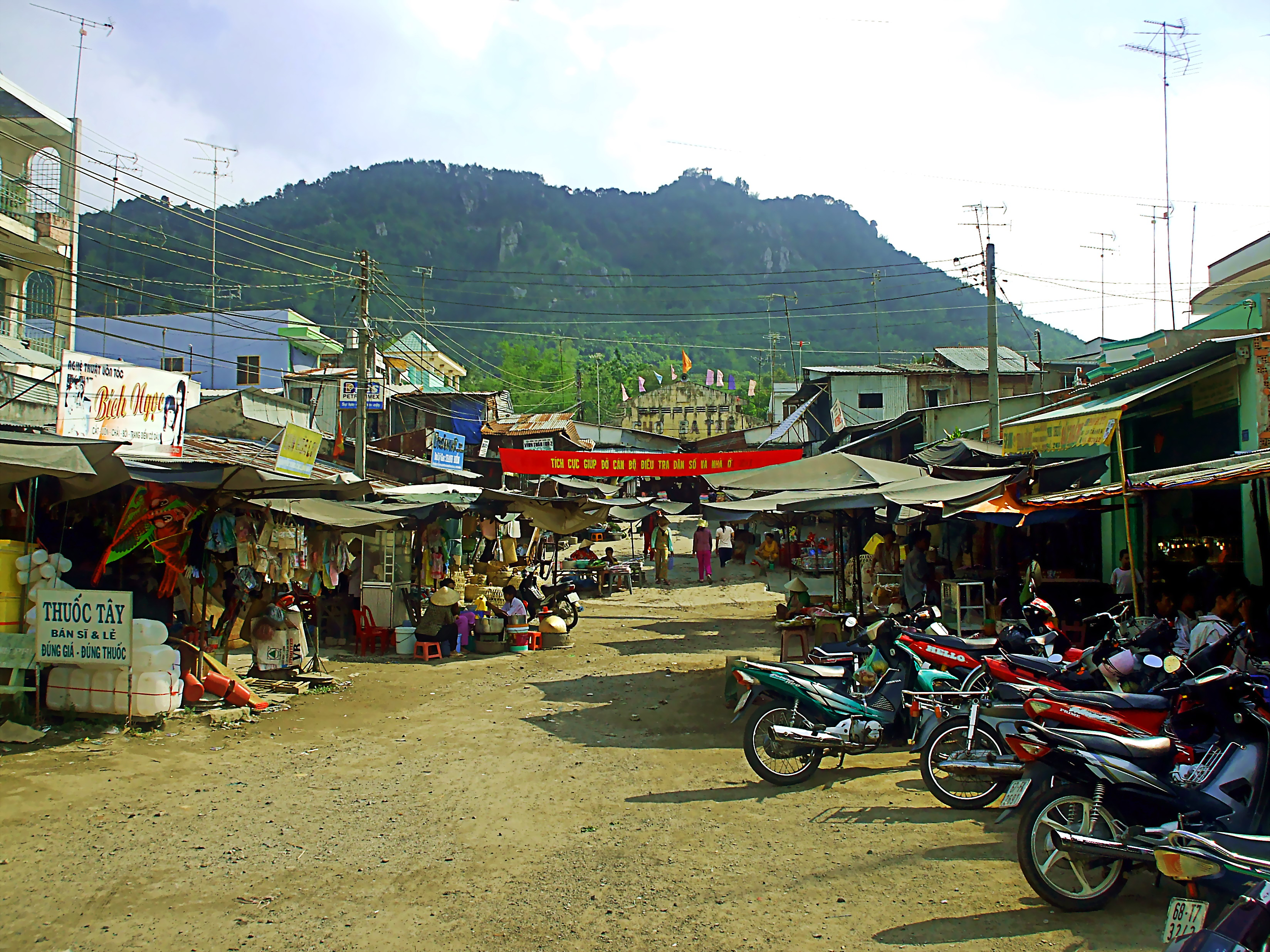
Chợ Ba Thê (cũ).
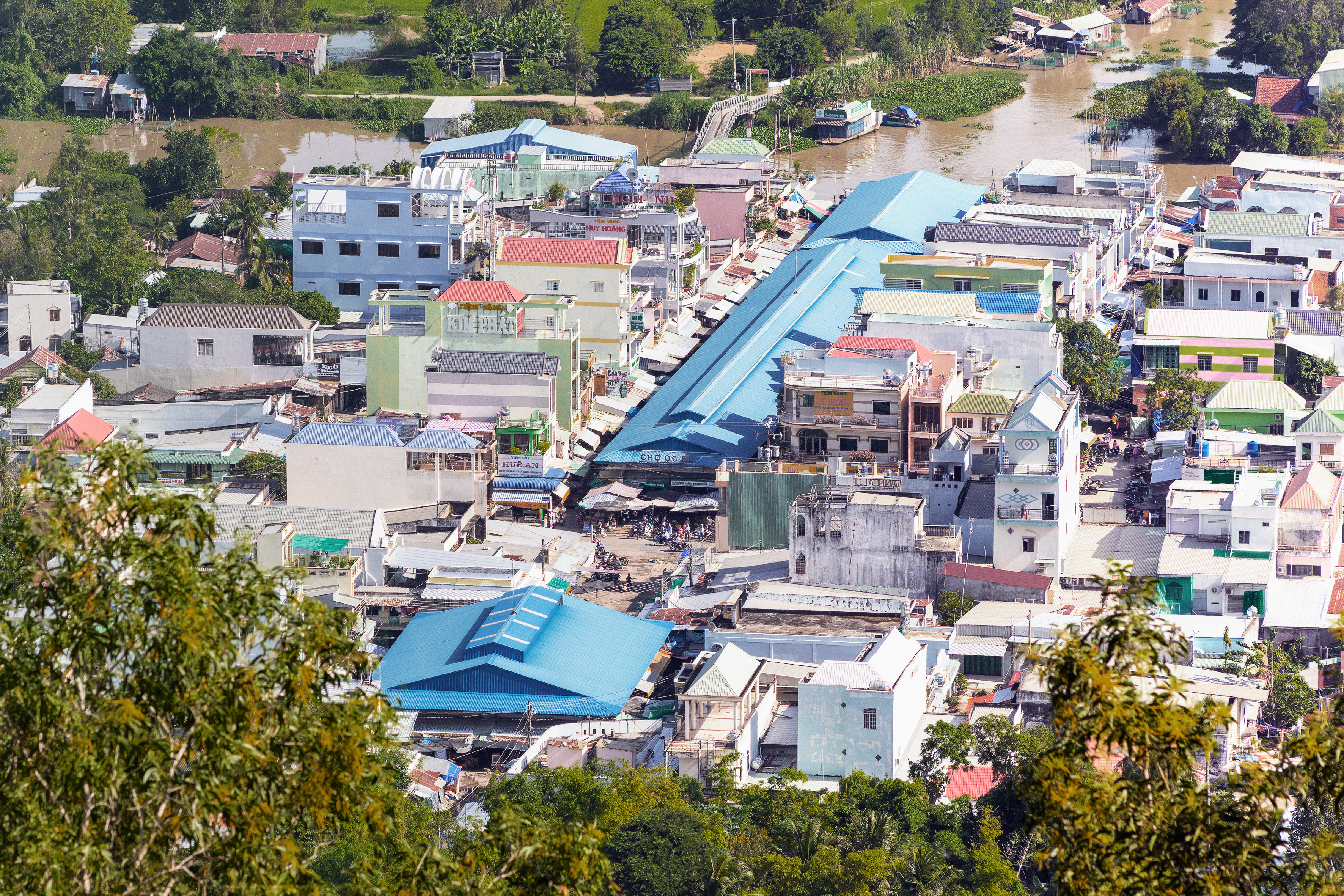
Phố chợ Óc Eo (tện cũ Ba Thê)
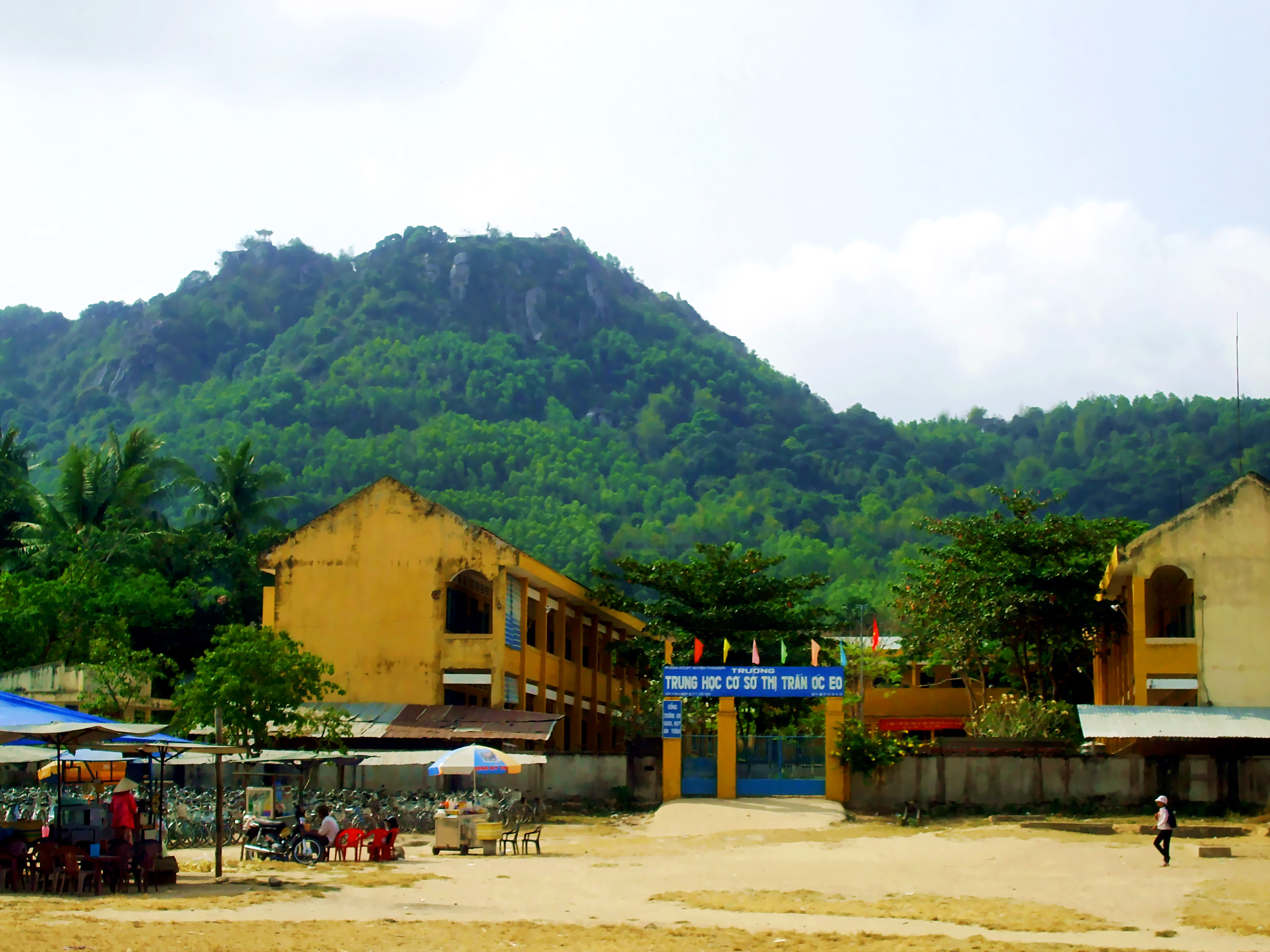
Trường THCS thị trấn Óc Eo (nay là trường THCS Nguyễn Công Trứ).
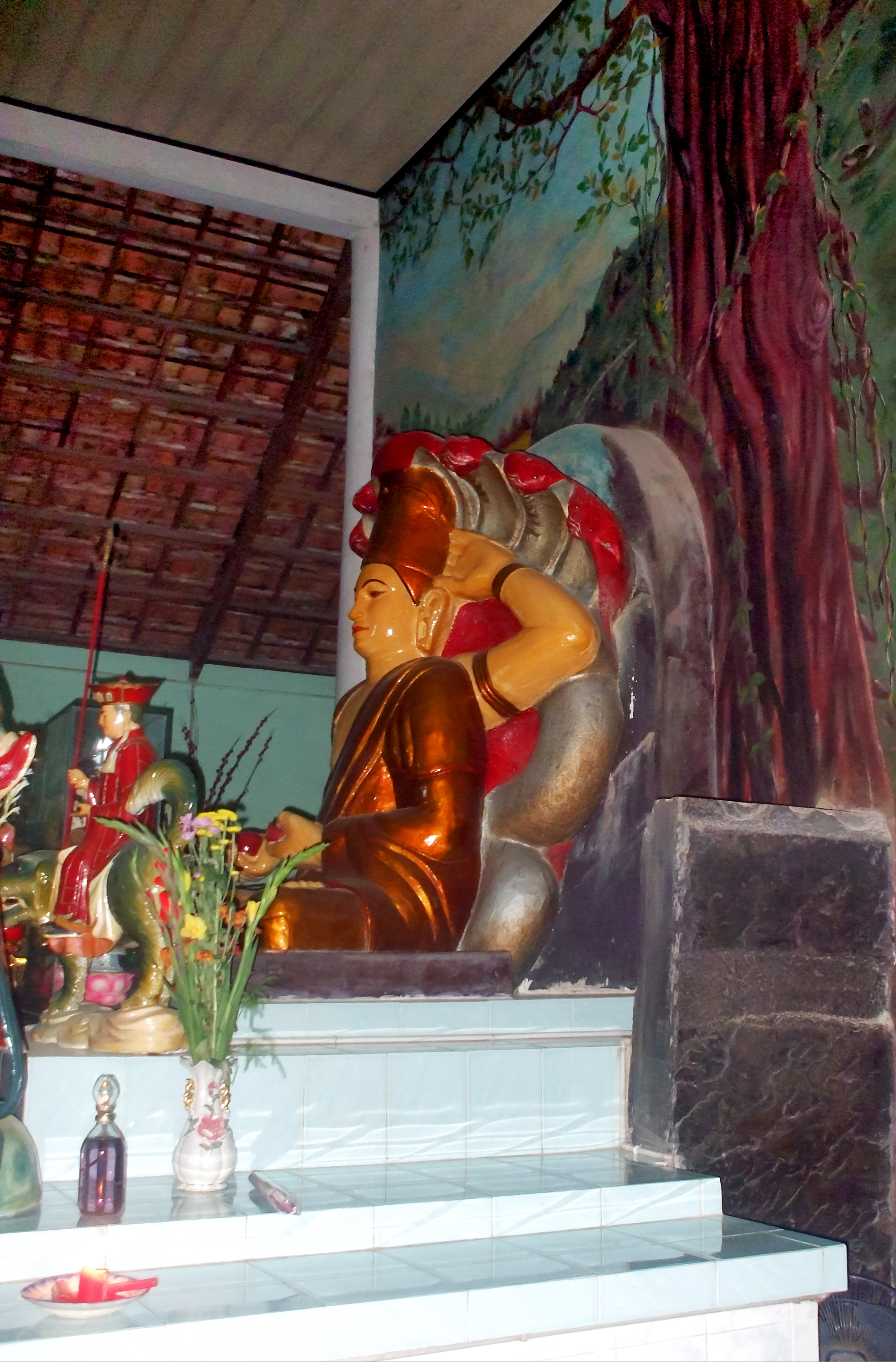
Tượng Phật bốn tay và tấm bia đá cổ có từ thời vương quốc Phù Nam, hiện ở trong chùa Linh Sơn (Ba Thê).

### Sách
- Sơn Nam (2008). Sài Gòn xưa - ấn tượng 300 năm và tiếp cận với Đồng bằng sông Cửu Long. Nhà xuất bản Trẻ.
- Vương Hồng Sển (1999). Tự vị tiếng nói miền Nam. Nhà xuất bản Trẻ.